# Rímac
|  | Per a altres significats, vegeu «riu Rímac». |

Rímac és un districte de la província de Lima, Perú. Està situat al nord del Lima, al qual està connectat per sis ponts sobre el riu Rímac. El districte també fa frontera amb els districtes de Independencia, San Martín de Porres, i San Juan de Lurigancho. Els vestigis de l'auge colonial de Lima romanen avui en una àrea del districte de Rímac conegut com el Centre històric de Lima, que va ser declarat Patrimoni de la Humanitat el 1988. El centre del districte de Rímac té, com el seu homòleg del sud, la seva part oriental i occidental, dividides pel Jirón Trujillo, que connecta el districte de Lima pel Puente de Piedra el pont més vell de tota la ciutat. La part est de Rímac presenta la Plaça de Acho, la més famosa plaça de braus a l'Amèrica del Sud i una de les més conegudes del món.
Al nord tenim l'Alameda de los Descalzos, un curt bulevard que porta al Convento de los Descalzos. Construït al segle xviii pel govern colonial, és un dels millors trets d'aquest districte de classe baixa-mitjana.
Rímac del nord, o Amancaes, idealitzat en balades com "La Flor de Amancaes", era un turó amb prats, envaït ara amb pueblos jóvenes (ciutats de barraques). El Cerro San Cristóbal, que és el punt més alt de la Província de Lima, està situat al districte.

## Límits
- Cap al nord: Independencia
- A l'est: San Juan de Lurigancho
- Cap al sud: Lima
- Cap a l'oest: San Martín de Porres

## Àrees urbanes

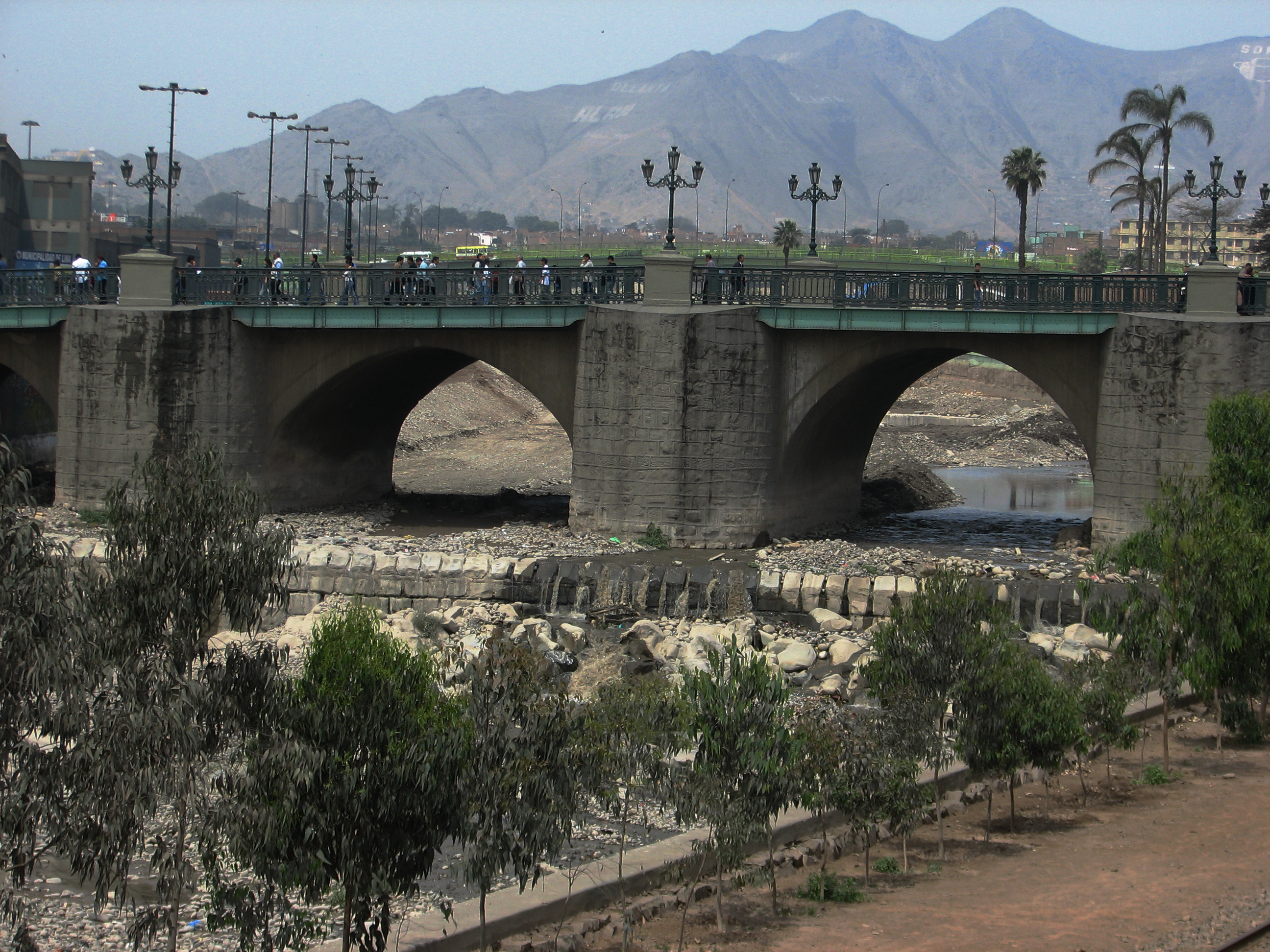
Pont de pedra (Puente de piedra) sobre el riu Rímac

A partir de 1993, Rímac es divideix en les següents àrees:
- Caqueta
- Centro rimac
- Cerro palomares
- Ciudad y campo
- El bosque
- El manzano
- Huerta guinea
- La florida
- La huerta
- Las totoritas
- Leoncio prado
- Perricholi
- Rimac
- Santa candelaria
- Santa rosa
- Ventura rossi
- Villacampa